# Koválovec
Koválovec (1927–1946 slowakisch „Kovalovec“ – bis zum 19. Jahrhundert auch „Malé Koválovce“; deutsch Kleinkowallow, ungarisch Kiskovalló) ist eine Gemeinde im Westen der Slowakei mit 141 Einwohnern (Stand 31. Dezember 2024), die zum Okres Skalica, einem Kreis des Trnavský kraj, gehört und in der traditionellen Landschaft Záhorie liegt.

## Geographie
Die Gemeinde befindet sich im Ostteil des Hügellands Chvojnická pahorkatina am Fuße der Weißen Karpaten am Bach Koválovský potok. Das Ortszentrum liegt auf einer Höhe von 254 m n.m. und ist jeweils 13 Kilometer von Holíč und Skalica sowie 17 Kilometer von Senica entfernt.
Nachbargemeinden sind Skalica im Norden, Chropov im Osten sowie Radošovce im Süden und Westen.

## Geschichte

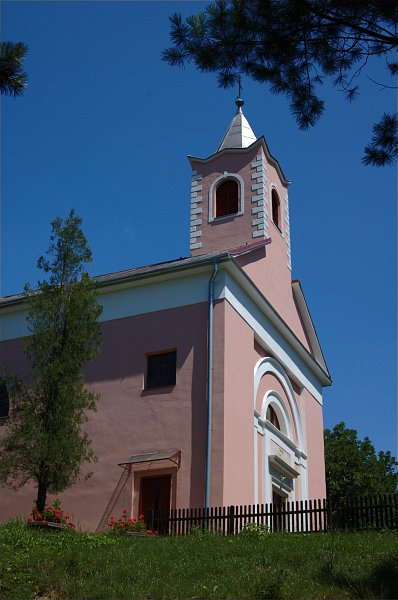
Kirche in Koválovec

Koválovec wurde zum ersten Mal 1394 als Kiskowalov schriftlich erwähnt, damals als Teil des Herrschaftsguts der Burg Branč. 1452 hatte das Dorf insgesamt 15 Porta. 1554 sind Weingärten belegt; das erste bekannte Siegel aus dem Jahr 1617 beruft sich ebenfalls auf Weinbautradition. Im Jahr 1791 kam es zu einem Aufstand gegen urbariale Bestimmungen. 1828 zählte man 49 Häuser und 344 Einwohner. Im 19. Jahrhundert besaßen die Familien Vietoris und Kuffner Güter im Ort.
Bis 1918 gehörte der im Komitat Neutra liegende Ort zum Königreich Ungarn und kam danach zur Tschechoslowakei beziehungsweise heute Slowakei.

## Bevölkerung
| Jahr                | 1994 | 2004    | 2014    | 2024    |
| ------------------- | ---- | ------- | ------- | ------- |
| Anzahl der Personen | 139  | 136     | 136     | 141     |
| Unterschied         |      | −2,15 % | −1,42 % | +3,67 % |

| Jahr                | 2023 | 2024    |
| ------------------- | ---- | ------- |
| Anzahl der Personen | 143  | 141     |
| Unterschied         |      | −1,39 % |

Nach der Volkszählung 2011 wohnten in Koválovec 151 Einwohner, davon 136 Slowaken, 11 Mährer und 4 Tschechen. 123 Einwohner bekannten sich zur römisch-katholischen Kirche, 2 Einwohner zur Evangelischen Kirche A. B. sowie jeweils 1 Einwohner zu den Baptisten und zur griechisch-katholischen Kirche; 1 Einwohner bekannte sich zu einer anderen Konfession. 8 Einwohner waren konfessionslos und bei 15 Einwohnern wurde die Konfession nicht ermittelt.

## Bauwerke
- römisch-katholische Martinskirche aus dem Jahr 1821